# Polona Škrinjar
Polona (Ažman) Škrinjar, slovenska pisateljica, dramatičarka, * 16. september 1946, Ljubljana.

## Življenje
Pisateljica živi na Zgornji Lipnici, vasici med Radovljico in Kamno Gorico. Šolo je obiskovala na Lancovem in v Radovljici. Delala je na kmetiji in bila trideset let zaposlena v Iskrini tovarni v Lipnici, najprej v proizvodnji, nazadnje pa kot tehnična risarka.

## Delo
Pisati je začela že zgodaj. V dela vključuje predvsem kmečko in delavsko tematiko ter naravo. Objavljala je že v več revijah, med drugim v revijah Naša žena, Kmečki glas, Ciciban, Kekec, Zmajček in še mnogih drugih. 
Prva dramska igra, ki jo je napisala, je bila pri 17 letih, in sicer Pusti grad. Na Pustem gradu vsako leto uprizorijo njeno igro, ki jo napiše posebej za ta dogodek. 
Pisateljica je svojo ustvarjalsko pot začela s črticami, za otroke je pisala kasneje. Prvo črtico objavila pred približno 40 leti v Pisani njivi, prilogi Kmečkega glasa, katerega urednica je bila takrat Neža Maurer. Za odrasle je začela pisati nekje v letih 1979/80. Pri pisanju za otroke izhaja iz živalskega sveta in iz klasičnih pravljic, predvsem uporablja živali, ki niso pogosto uporabljene (strigalice, ptiči, martinčki, voluharji, hrošči ...). Je tudi igralka in otroška zborovodkinja.
Pisateljica je od leta 1985 članica Društva slovenskih pisateljev. Za svoje delo je prejela tudi nekaj nagrad in priznanj.

## Nagrade
- Medalja občine Radovljica
- Nagrada RSS Slovenije in Prešernove družbe
- Prešernova nagrada Gorenjske
- Linhartova plaketa za pisateljski opus